# 清水将也
清水 将也（しみず まさや、1980年11月12日 - ）は、兵庫県豊岡市出身の陸上競技（長距離・マラソン）選手・指導者。西脇工業高校・日本大学出身。旭化成陸上部を経て、旭化成延岡陸上部所属。双子の弟である清水智也もマラソン・長距離の元選手。

## 略歴
弟の影響で小学5年生のときに陸上を始めた。高校は兄弟揃って県内の名門西脇工業高校に進み、ともに全国高校駅伝に出場し、大会2連覇に貢献。将也は2年連続区間賞を獲得している。日大進学後も兄弟揃って4年連続で箱根駅伝に出場した。
大学卒業後は旭化成に入社。一方、弟は佐川急便に入社し社会人で初めて兄弟別のチームとなった。
2005年のびわ湖毎日マラソンで初マラソンも14位と惨敗。その後もマラソンでは奮わなかったが、2008年の延岡西日本マラソンで初優勝を果たす。
2009年のびわ湖毎日マラソンで初の兄弟直接対決が実現。日本人トップとなる4位で世界選手権切符を手にした。本大会では11位に入り国別対抗銅メダルを獲得した。
2012年3月に現役を引退した。引退後は旭化成で社業に専念する一方、同好会チームである旭化成延岡に所属し、各地のマラソン大会や九州実業団毎日駅伝に出場している。2014年の青島太平洋マラソンで優勝。2019年に招待選手として姫路城マラソンを走り12位に入った。
2021年8月1日付で旭化成陸上部のコーチに就任したことが発表された。

## 主な戦績
- 1997年 第48回全国高校駅伝 4区区間賞
- 1998年 第49回全国高校駅伝 3区区間賞
- 1999年 第11回出雲駅伝 4区区間11位
- 2000年 第76回箱根駅伝 3区区間12位
- 2000年 第12回出雲駅伝 2区区間6位
- 2000年 第32回全日本大学駅伝 4区区間9位
- 2001年 第77回箱根駅伝 4区区間9位
- 2001年 第13回出雲駅伝 6区区間6位
- 2001年 第33回全日本大学駅伝 8区区間8位
- 2002年 第78回箱根駅伝 4区区間2位
- 2002年 日本インカレ10000m 2位
- 2002年 第79回箱根駅伝予選会（20km） 6位　1時間00分10秒
- 2002年 第34回全日本大学駅伝 2区区間2位（日本人1位）
- 2003年 第79回箱根駅伝 2区区間5位
- 2003年 金栗記念熊日30kmロードレース 3位　1時間30分00秒 ※学生新記録
- 2003年 第40回九州実業団毎日駅伝 3区区間2位
- 2004年 第41回九州実業団毎日駅伝 3区区間5位
- 2005年 びわ湖毎日マラソン 14位　2時間13分37秒
- 2005年 第42回九州実業団毎日駅伝 7区区間3位
- 2006年 びわ湖毎日マラソン 7位　2時間12分31秒
- 2007年 福岡国際マラソン 11位　2時間14分08秒
- 2008年 延岡西日本マラソン 優勝　2時間13分07秒
- 2008年 北海道マラソン 3位　2時間15分29秒
- 2009年 びわ湖毎日マラソン 4位　2時間10分50秒
- 2009年 ベルリン世界選手権マラソン 11位　2時間14分06秒
- 2013年 第50回九州実業団毎日駅伝 1区区間11位
- 2014年 青島太平洋マラソン 優勝　2時間24分51秒
- 2014年 第51回九州実業団毎日駅伝 7区区間10位
- 2015年 静岡マラソン　2時間25分45秒　招待選手のため順位無し
- 2015年 第52回九州実業団毎日駅伝 7区区間10位　45分00秒
- 2016年 世界遺産姫路城マラソン 優勝　2時間22分27秒
- 2016年 第53回九州実業団毎日駅伝 7区区間9位　45分39秒
- 2016年 青島太平洋マラソン 優勝　2時間24分14秒
- 2017年 南九州駅伝 1区区間4位　37分51秒
- 2017年 第54回九州実業団毎日駅伝 7区区間11位　45分45秒
- 2018年 南九州駅伝 7区区間7位　35分50秒
- 2018年 第55回九州実業団毎日駅伝 7区区間13位　50分37秒
- 2018年 西都市ロードレース 10km 2位　31分15秒
- 2019年 南九州駅伝 4区区間3位　22分44秒
- 2019年 世界遺産姫路城マラソン 12位　2時間37分18秒
- 2019年 第56回九州実業団毎日駅伝 7区区間20位

## 自己ベスト
- 5000m：13分58秒4（2002年 日本体育大学長距離記録会）
- 10000m：28分33秒79（2002年 日本体育大学長距離記録会）
- ハーフマラソン：1時間02分25秒（2003年 京都シティハーフマラソン）
- 30km：1時間30分00秒（2003年 金栗記念熊日30kmロードレース）
- マラソン：2時間10分50秒（2009年 びわ湖毎日マラソン）